# Lijst van landen in 1917
Hieronder volgt een lijst van landen van de wereld in 1917.

## Uitleg
- Op 1 januari 1917 waren er 48 erkende onafhankelijke staten (inclusief Andorra[1], exclusief dominions van het Britse Rijk en exclusief vazalstaten).
- De in grote mate onafhankelijke Britse dominions zijn weergegeven onder het kopje dominions van het Britse Rijk.
- Alle de facto onafhankelijke staten zonder ruime internationale erkenning zijn weergegeven onder het kopje niet algemeen erkende landen.
- Afhankelijke gebieden en gebieden die vaak als afhankelijk gebied werden beschouwd, zijn weergegeven onder het kopje niet-onafhankelijke gebieden.
- Autonome gebieden, bezette gebieden en micronaties zijn niet op deze pagina weergegeven.

## Staatkundige veranderingen in 1917
- 15 maart: het Keizerrijk Rusland wordt Rusland.
- 31 maart: Deens-West-Indië wordt verkocht aan de Verenigde Staten en krijgt de naam Amerikaanse Maagdeneilanden.
- Maart: de Bergrepubliek van de Noordelijke Kaukasus verklaart zich onafhankelijk van Rusland.
- 5 mei: de Idel-Oeral Staat verklaart zich onafhankelijk van Rusland.
- 1 juli: de Republiek China wordt het Chinees Keizerrijk (Qing-dynastie).
- 12 juli: het Chinees Keizerrijk wordt de Republiek China.
- 14 september: Rusland wordt de Republiek Rusland.
- 7 november: de Republiek Rusland wordt de Russische Sovjetrepubliek.
- 6 december: Finland verklaart zich onafhankelijk van Rusland.
- 13 december: de Alash Autonomie verklaart zich onafhankelijk van Rusland.
- 25 december: de communistische Volksrepubliek Oekraïne verklaart zich onafhankelijk van Rusland.
- 26 december: de Volksrepubliek Krim verklaart zich onafhankelijk van Rusland.
- December: uitroeping van de onafhankelijke Socialistische Republiek Naissaar.
- Het Protectoraat Aden wordt niet meer vanuit Brits-Indië beheerd.
- Portugese verovering van het Koninkrijk Mutapa.

## Algemeen erkende landen

### A
| Korte landsnaam (Nederlands) | Officiële landsnaam (Nederlands) | Korte landsnaam (oorspronkelijke taal/talen) |
| ---------------------------- | -------------------------------- | -------------------------------------------- |
| Andorra                      | Vorstendom Andorra               | Catalaans: Andorra                           |
| Argentinië                   | Republiek Argentinië             | Spaans: Argentina                            |

### B
| Korte landsnaam (Nederlands) | Officiële landsnaam (Nederlands)               | Korte landsnaam (oorspronkelijke taal/talen) |
| ---------------------------- | ---------------------------------------------- | -------------------------------------------- |
| België                       | Koninkrijk België                              | Frans: Belgique Nederlands: België           |
| Bolivia                      | Republiek Bolivia                              | Spaans: Bolivia                              |
| Brazilië                     | Republiek van de Verenigde Staten van Brazilië | Portugees: Brasil                            |
| Bulgarije                    | Koninkrijk Bulgarije                           | Bulgaars: Bălgarija / България               |

### C
| Korte landsnaam (Nederlands)                                  | Officiële landsnaam (Nederlands)                                                               | Korte landsnaam (oorspronkelijke taal/talen) |
| ------------------------------------------------------------- | ---------------------------------------------------------------------------------------------- | -------------------------------------------- |
| Chili                                                         | Republiek Chili                                                                                | Spaans: Chile                                |
| China (tot 1 juli en vanaf 12 juli) China (van 1 tot 12 juli) | Republiek China (tot 1 juli en vanaf 12 juli) Keizerrijk van de Grote Qing (van 1 tot 12 juli) | Mandarijn: Zhongguo / 中國                   |
| Colombia                                                      | Republiek Colombia                                                                             | Spaans: Colombia                             |
| Costa Rica                                                    | Republiek Costa Rica                                                                           | Spaans: Costa Rica                           |
| Cuba                                                          | Republiek Cuba                                                                                 | Spaans: Cuba                                 |

### D
| Korte landsnaam (Nederlands) | Officiële landsnaam (Nederlands) | Korte landsnaam (oorspronkelijke taal/talen) |
| ---------------------------- | -------------------------------- | -------------------------------------------- |
| Denemarken                   | Koninkrijk Denemarken            | Deens: Danmark                               |
| Duitsland                    | Duitse Rijk (Duitse Keizerrijk)  | Duits: Deutschland                           |

### E
| Korte landsnaam (Nederlands) | Officiële landsnaam (Nederlands) | Korte landsnaam (oorspronkelijke taal/talen) |
| ---------------------------- | -------------------------------- | -------------------------------------------- |
| Ecuador                      | Republiek Ecuador                | Spaans: Ecuador                              |
| El Salvador                  | Republiek El Salvador            | Spaans: El Salvador                          |
| Ethiopië                     | Keizerrijk Ethiopië              | Amhaars: Ītyop'iya / ኢትዮጵያ                   |

### F
| Korte landsnaam (Nederlands) | Officiële landsnaam (Nederlands) | Korte landsnaam (oorspronkelijke taal/talen) |
| ---------------------------- | -------------------------------- | -------------------------------------------- |
| Frankrijk                    | Franse Republiek                 | Frans: France                                |

### G
| Korte landsnaam (Nederlands) | Officiële landsnaam (Nederlands) | Korte landsnaam (oorspronkelijke taal/talen) |
| ---------------------------- | -------------------------------- | -------------------------------------------- |
| Griekenland                  | Koninkrijk Griekenland           | Grieks: Hellas / 'Ελλας                      |
| Guatemala                    | Republiek Guatemala              | Spaans: Guatemala                            |

### H
| Korte landsnaam (Nederlands) | Officiële landsnaam (Nederlands) | Korte landsnaam (oorspronkelijke taal/talen) |
| ---------------------------- | -------------------------------- | -------------------------------------------- |
| Haïti                        | Republiek Haïti                  | Frans: Haïti                                 |
| Honduras                     | Republiek Honduras               | Spaans: Honduras                             |

### I
| Korte landsnaam (Nederlands) | Officiële landsnaam (Nederlands) | Korte landsnaam (oorspronkelijke taal/talen) |
| ---------------------------- | -------------------------------- | -------------------------------------------- |
| Italië                       | Koninkrijk Italië                | Italiaans: Italia                            |

### J
| Korte landsnaam (Nederlands) | Officiële landsnaam (Nederlands) | Korte landsnaam (oorspronkelijke taal/talen) |
| ---------------------------- | -------------------------------- | -------------------------------------------- |
| Japans Keizerrijk            | Groot Keizerrijk Japan           | Japans: Nihon / 日本                         |

### L
| Korte landsnaam (Nederlands) | Officiële landsnaam (Nederlands) | Korte landsnaam (oorspronkelijke taal/talen) |
| ---------------------------- | -------------------------------- | -------------------------------------------- |
| Liberia                      | Republiek Liberia                | Engels: Liberia                              |
| Liechtenstein                | Vorstendom Liechtenstein         | Duits: Liechtenstein                         |

### M
| Korte landsnaam (Nederlands) | Officiële landsnaam (Nederlands)                   | Korte landsnaam (oorspronkelijke taal/talen) |
| ---------------------------- | -------------------------------------------------- | -------------------------------------------- |
| Mexico                       | Verenigde Mexicaanse Staten                        | Spaans: México                               |
| Monaco                       | Vorstendom Monaco                                  | Frans: Monaco                                |
| Mutapa (tot 1917)            | Koninkrijk Mutapa (ook wel: Mwenemutapa / Karanga) | Shona: Mutapa                                |

### N
| Korte landsnaam (Nederlands) | Officiële landsnaam (Nederlands) | Korte landsnaam (oorspronkelijke taal/talen) |
| ---------------------------- | -------------------------------- | -------------------------------------------- |
| Nederland                    | Koninkrijk der Nederlanden       | Nederlands: Nederland                        |
| Nicaragua                    | Republiek Nicaragua              | Spaans: Nicaragua                            |
| Noorwegen                    | Koninkrijk Noorwegen             | Noors: Norge                                 |

### O
| Korte landsnaam (Nederlands) | Officiële landsnaam (Nederlands)                                                                            | Korte landsnaam (oorspronkelijke taal/talen)             |
| ---------------------------- | --- | -------------------------------------------------------- |
| Oostenrijk-Hongarije         | In de Rijksraad Vertegenwoordigde Koninkrijken en Landen en de Landen van de Heilige Hongaarse Stefanskroon | Duits: Österreich-Ungarn Hongaars: Osztrák-Magyarország  |
| Ottomaanse Rijk              | Sublieme Ottomaanse Staat                                                                                   | Osmaans: Devlet-i Âliyye-i Osmaniyye / دولتْ علیّه عثمانیّه |

### P
| Korte landsnaam (Nederlands) | Officiële landsnaam (Nederlands) | Korte landsnaam (oorspronkelijke taal/talen) |
| ---------------------------- | -------------------------------- | -------------------------------------------- |
| Panama                       | Republiek Panama                 | Spaans: Panamá                               |
| Paraguay                     | Republiek Paraguay               | Spaans: Paraguay                             |
| Peru                         | Peruviaanse Republiek            | Spaans: Perú                                 |
| Perzië                       | Sublieme Perzische Staat         | Perzisch: Irân / ایران                       |
| Portugal                     | Portugese Republiek              | Portugees: Portugal                          |

### R
| Korte landsnaam (Nederlands)            | Officiële landsnaam (Nederlands) | Korte landsnaam (oorspronkelijke taal/talen) |
| --------------------------------------- | --- | -------------------------------------------- |
| Roemenië                                | Koninkrijk Roemenië | Roemeens: România                            |
| (tot 15 maart) Rusland (vanaf 15 maart) | Keizerrijk Rusland (tot 15 maart) Rusland (van 15 maart tot 14 september) Republiek Rusland (van 14 september tot 7 november) Russische Sovjetrepubliek (vanaf 7 november) | Russisch: Rossija / Россия                   |

### S
| Korte landsnaam (Nederlands)                 | Officiële landsnaam (Nederlands) | Korte landsnaam (oorspronkelijke taal/talen) |
| -------------------------------------------- | -------------------------------- | -------------------------------------------- |
| San Marino                                   | Republiek San Marino             | Italiaans: San Marino                        |
| (tot 28 september) Siam (vanaf 28 september) | Koninkrijk Siam                  | Thai: Mueang Thai / เมืองไทย                  |
| Spanje                                       | Koninkrijk Spanje                | Spaans: España                               |

### U
| Korte landsnaam (Nederlands) | Officiële landsnaam (Nederlands) | Korte landsnaam (oorspronkelijke taal/talen) |
| ---------------------------- | -------------------------------- | -------------------------------------------- |
| Uruguay                      | Staat ten oosten van de Uruguay  | Spaans: Uruguay                              |

### V
| Korte landsnaam (Nederlands) | Officiële landsnaam (Nederlands)                    | Korte landsnaam (oorspronkelijke taal/talen) |
| ---------------------------- | --------------------------------------------------- | -------------------------------------------- |
| Venezuela                    | Verenigde Staten van Venezuela                      | Spaans: Venezuela                            |
| Verenigd Koninkrijk          | Verenigd Koninkrijk van Groot-Brittannië en Ierland | Engels: United Kingdom                       |
| Verenigde Staten             | Verenigde Staten van Amerika                        | Engels: United States                        |

### Z
| Korte landsnaam (Nederlands) | Officiële landsnaam (Nederlands) | Korte landsnaam (oorspronkelijke taal/talen)     |
| ---------------------------- | -------------------------------- | ------------------------------------------------ |
| Zweden                       | Koninkrijk Zweden                | Zweeds: Sverige                                  |
| Zwitserland                  | Zwitserse Bondsstaat             | Duits: Schweiz Frans: Suisse Italiaans: Svizzera |

## Andere landen

### Dominions van het Britse Rijk
De dominions van het Britse Rijk hadden een grote mate van onafhankelijkheid.
| Korte landsnaam (Nederlands) | Officiële landsnaam (Nederlands) | Korte landsnaam (oorspronkelijke taal/talen) |
| ---------------------------- | -------------------------------- | -------------------------------------------- |
| Australië                    | Gemenebest Australië             | Engels: Australia                            |
| Canada                       | Dominion Canada                  | Engels en Frans: Canada                      |
| Newfoundland                 | Dominion Newfoundland            | Engels: Newfoundland                         |
| Nieuw-Zeeland                | Dominion Nieuw-Zeeland           | Engels: New Zealand                          |
| Unie van Zuid-Afrika         | Unie van Zuid-Afrika             | Engels: South Africa Nederlands: Zuid-Afrika |

### Landen binnen de grenzen van het Ottomaanse Rijk
In onderstaande lijst zijn landen opgenomen die waren uitgeroepen in het gebied dat officieel behoorde tot het Ottomaanse Rijk, maar die de facto onafhankelijk waren door het uiteenvallen van het Ottomaanse Rijk.
| Korte landsnaam (Nederlands)       | Officiële landsnaam (Nederlands)                                    | Korte landsnaam (oorspronkelijke taal/talen) |
| ---------------------------------- | ------------------------------------------------------------------- | -------------------------------------------- |
| Asir (ook wel: Neder-Asir)         | Idrisidenemiraat Asir                                               | Arabisch: ʿAsīr / عسير                       |
| Bayda                              | Sultanaat Bayda (ook wel: Beda / Baidah)                            | Arabisch: Al-Bayḍā / ٱلْبَيْضَاء                 |
| Hail                               | Emiraat Hail (ook wel: Emiraat Jebel Shammar / Emiraat Al Rashid)   | Arabisch: Ḥā'il / حائل                       |
| (tot 30 mei) Hidjaz (vanaf 30 mei) | Koninkrijk Hidjaz                                                   | Arabisch: al-Ḥiǧāz / الحجاز                  |
| Kathiri                            | Kathiristaat Seiyun in Hadramaut (ook wel: Sultanaat Kathiri)       | Arabisch: al-Kathīrī / الكثيري               |
| Nadjd en Hasa                      | Emiraat Nadjd en Hasa                                               | Arabisch: Najd wal-Āḥsā‘ / نجد والأحساء      |
| Najran                             | Vorstendom Najran                                                   | Arabisch: Najran / نجران                     |
| Opper-Asir                         | Sjeikdom Opper-Asir                                                 | Arabisch:                                    |
| Qasimiden                          | Imamaat van de Qasimiden (Imamaat Jemen / Imamaat van de Zaidieten) | Arabisch:                                    |

### Niet algemeen erkende landen
In onderstaande lijst zijn landen opgenomen die een ruime internationale erkenning misten, maar wel de facto onafhankelijk waren en de onafhankelijkheid hadden uitgeroepen.
| Korte landsnaam (Nederlands) | Officiële landsnaam (Nederlands)               | Korte landsnaam (oorspronkelijke taal/talen)  |
| ---------------------------- | ---------------------------------------------- | --------------------------------------------- |
| Alaş (vanaf 13 december)     | Autonoom Alaş                                  | Kazachs en Russisch: Alaş / Алаш              |
| Aussa                        | Afar Sultanaat Aussa (ook wel: Sultanaat Awsa) | Afar: Awsa Arabisch: سلطنة عفر                |
| Bergrepubliek (vanaf maart)  | Bergrepubliek van de Noordelijke Kaukasus      | Russisch: Горская республика                  |
| Derwisjstaat                 | Derwisjstaat                                   | Arabisch: دولة الدراويش Somalisch: Daraawiish |
| Finland (vanaf 6 december)   | Koninkrijk Finland                             | Fins: Suomi Zweeds: Finland                   |
| Idel-Oeral (vanaf 5 mei)     | Staat Idel-Oeral                               | Tataars: İdel-Ural                            |
| Krim (vanaf 26 december)     | Volksrepubliek van de Krim                     | Krim-Tataars: Qırım Russisch: Krym / Крым     |
| Marokko                      | Sultanaat Marokko                              | Arabisch: al-Maghrib / المغرب                 |
| Mongolië                     | Staat Mongolië (Bogd Kanaat Mongolië)          | Mongools: Mongol Uls / Монгол Улс /           |
| Naissaar (vanaf december)    | Socialistische Republiek Naissaar              |                                               |
| Tibet                        | Tibet                                          | Tibetaans: Bod / བོད་                          |
| Zaianen                      | Confederatie van de Zaianen                    | Atlas-Tamazight: Azayi / ⴰⵥⴰⵢⵢⵉ               |

## Niet-onafhankelijke gebieden
Hieronder staat een lijst van afhankelijke gebieden.

### Amerikaanse niet-onafhankelijke gebieden
De Filipijnen en Porto Rico waren organized unincorporated territories, wat wil zeggen dat het afhankelijke gebieden waren van de Verenigde Staten met een bepaalde vorm van zelfbestuur. Daarnaast waren er nog een aantal unorganized unincorporated territories. Deze gebieden waren ook afhankelijke gebieden van de VS, maar kenden geen vorm van zelfbestuur. Alaska en Hawaï waren als organized incorporated territories een integraal onderdeel van de VS en zijn derhalve niet in onderstaande lijst opgenomen.
Diverse eilandgebieden werden door de Verenigde Staten geclaimd als unorganized unincorporated territories, maar werden door andere landen bestuurd. De eilandgebieden Fanning, Nukufetau, Nukulaelae, Funafuti, Niulakita en Washington vielen onder het bestuur van het Verenigd Koninkrijk als onderdeel van de Gilbert en Ellice-eilanden. De eilandgebieden Atafu, Bowditch en Nukunonu vielen onder het bestuur van het Verenigd Koninkrijk als onderdeel van de Unie-eilanden. De eilandgebieden Manihiki, Penrhyn, Pukapuka en Rakahanga vielen onder het bestuur van het Verenigd Koninkrijk als onderdeel van de Cookeilanden. De eilandgebieden Caroline, Flint, Jarvis, Kersteiland, Malden,  Starbuck en Vostok vielen als de Line-eilanden onder het bestuur van het Verenigd Koninkrijk. De eilandgebieden Baker, Birnie, Canton, Enderbury, Gardner, McKean, Phoenix en Sydney vielen als de Phoenixeilanden ook onder het bestuur van het Verenigd Koninkrijk. Minamitorishima (Marcus) stond onder het bestuur van Japan.
| Korte landsnaam (Nederlands)                 | Status                               | Korte landsnaam (oorspronkelijke taal/talen)               |
| -------------------------------------------- | ------------------------------------ | ---------------------------------------------------------- |
| Amerikaanse Maagdeneilanden (vanaf 31 maart) | Unorganized unincorporated territory | Engels: United States Virgin Islands                       |
| Amerikaans-Samoa                             | Unorganized unincorporated territory | Engels: American Samoa                                     |
| Danger                                       | Unorganized unincorporated territory | Engels: Danger Reef                                        |
| Filipijnen                                   | Organized unincorporated territory   | Engels: Philippines Filipijns: Pilipinas Spaans: Filipinas |
| Guam                                         | Unorganized unincorporated territory | Engels: Guam                                               |
| Howland                                      | Unorganized unincorporated territory | Engels: Howland Island                                     |
| Johnston                                     | Unorganized unincorporated territory | Engels: Johnston Atoll                                     |
| Midway                                       | Unorganized unincorporated territory | Engels: Midway Islands                                     |
| Navassa                                      | Unorganized unincorporated territory | Engels: Navassa Island                                     |
| Panamakanaalzone                             | Unorganized unincorporated territory | Engels: Panama Canal Zone                                  |
| Petreleilanden                               | Unorganized unincorporated territory | Engels: Petrel Islands                                     |
| Puerto Rico (ook wel: Porto Rico)            | Organized unincorporated territory   | Engels en Spaans: Porto Rico                               |
| Quita Sueño                                  | Unorganized unincorporated territory | Engels: Quitasueño Bank                                    |
| Roncador                                     | Unorganized unincorporated territory | Engels: Roncador Bank                                      |
| Serrana                                      | Unorganized unincorporated territory | Engels: Serrana Bank                                       |
| Serranilla                                   | Unorganized unincorporated territory | Engels: Serranilla Bank                                    |
| Swains                                       | Unorganized unincorporated territory | Engels: Swains Island                                      |
| Swaneilanden                                 | Unorganized unincorporated territory | Engels: Swan Islands                                       |
| Wake                                         | Unorganized unincorporated territory | Engels: Wake Island                                        |

### Australische niet-onafhankelijke gebieden
| Korte landsnaam (Nederlands) | Status             | Korte landsnaam (oorspronkelijke taal/talen) |
| ---------------------------- | ------------------ | -------------------------------------------- |
| Norfolk                      | Extern territorium | Engels: Norfolk Island                       |
| Papoea                       | Extern territorium | Engels: Papua                                |

### Belgisch-Duitse niet-onafhankelijke gebieden
Neutraal Moresnet was officieel een Belgisch-Duits condominium, maar werd alleen door Duitsland bestuurd.
| Korte landsnaam (Nederlands) | Status                                           | Korte landsnaam (oorspronkelijke taal/talen)                                                             |
| ---------------------------- | ------------------------------------------------ | --- |
| Neutraal Moresnet            | Condominium: Het Onverdeelde Gebied van Moresnet | Duits: Neutral-Moresnet Esperanto: Neŭtra Moresneto Frans: Moresnet neutre Nederlands: Neutraal Moresnet |

### Belgische niet-onafhankelijke gebieden
| Korte landsnaam (Nederlands) | Status  | Korte landsnaam (oorspronkelijke taal/talen)  |
| ---------------------------- | ------- | --------------------------------------------- |
| Belgisch-Congo               | Kolonie | Frans: Congo belge Nederlands: Belgisch-Congo |

### Brits-Franse gebieden
| Korte landsnaam (Nederlands) | Status      | Korte landsnaam (oorspronkelijke taal/talen)  |
| ---------------------------- | ----------- | --------------------------------------------- |
| Nieuwe Hebriden              | Condominium | Engels: New Hebrides Frans: Nouvelle-Hébrides |

### Britse niet-onafhankelijke gebieden
In onderstaande lijst zijn onder meer de Britse (kroon)kolonies en protectoraten weergegeven. Jersey, Guernsey en Man hadden als Britse Kroonbezittingen niet de status van kolonie, maar hadden een andere relatie tot het Verenigd Koninkrijk. Afghanistan, Bhutan, Brunei, de Gefedereerde Maleise Staten, Johor, Kedah, Kelantan, Perlis, Sarawak, Terengganu en Tonga stonden als protected states onder Britse protectie, maar waren, in tegenstelling tot daadwerkelijke protectoraten, grotendeels autonoom aangaande interne aangelegenheden. De Britse Salomonseilanden, Fiji (inclusief de Pitcairneilanden), de Gilbert- en Ellice-eilanden (inclusief de Unie-eilanden), de Phoenixeilanden, de Nieuwe Hebriden (een Brits-Frans condominium) en Tonga werden door één enkele vertegenwoordiger van de Britse Kroon bestuurd onder de naam Britse West-Pacifische Territoria, maar zijn wel apart in de lijst opgenomen. Basutoland, Beetsjoeanaland en Swaziland werden door een vertegenwoordiger (de gouverneur-generaal van Zuid-Afrika) bestuurd onder de naam High Commission Territories, maar zijn ook apart in de lijst opgenomen. Brits-Indië is de term die refereert aan het Britse gezag op het Indische subcontinent. Het bestond uit gebieden die onder direct gezag vielen van de Britse Kroon (het eigenlijke Brits-Indië) en vele semi-onafhankelijke vorstenlanden (princely states) die door hun eigen lokale heersers werden bestuurd, maar onderhorig waren aan de Britse kolonisator. Deze vorstenlanden staan niet in onderstaande lijst vermeld, maar zijn weergegeven op de pagina vorstenlanden van Brits-Indië. Brits-Birma, het Protectoraat Aden (vanaf 1917) en de stad Aden vielen ook onder Brits-Indië en staan derhalve niet apart in onderstaande lijst vermeld. Bahrein, Koeweit, Muscat en Oman, Qatar en de Verdragsstaten stonden onder Britse protectie en vielen als zodanig onder de Persian Gulf Residency in Bushehr dat deel uitmaakte van Brits-Indië. Deze landen hadden echter een grote mate van autonomie en zijn derhalve wel apart opgenomen. Noord-Borneo viel officieel onder de suzereiniteit van het Sultanaat Sulu, maar stond onder Britse protectie en is ook opgenomen in onderstaande lijst.
| Korte landsnaam (Nederlands)  | Status                                                                 | Korte landsnaam (oorspronkelijke taal/talen)                                                                  |
| ----------------------------- | ---------------------------------------------------------------------- | --- |
| Aden (vanaf 1917)             | Protectoraat                                                           | Arabisch: Maḥmiyyat ʿAdan / محمية عدن Engels: Aden Protectorate                                               |
| Afghanistan                   | Protected state: Emiraat Afghanistan                                   | Dari en Pasjtoe: Afghānestān / افغانستان Engels: Afghanistan                                                  |
| Anglo-Egyptisch Soedan        | Condominium                                                            | Arabisch: السودان الأنجلو مصري Engels: Anglo-Egyptian Sudan                                                   |
| Ascension                     | Overzees bezit                                                         | Engels: Ascension Island                                                                                      |
| Ashmorerif                    | Overzees bezit                                                         | Engels: Ashmore Reef                                                                                          |
| Bahama-eilanden               | Kroonkolonie                                                           | Engels: The Bahamas                                                                                           |
| Bahrein                       | Protected state                                                        | Arabisch: al-Bahrayn / البحرين Engels: Bahrain                                                                |
| Baker                         | Overzees bezit                                                         | Engels: Baker Island                                                                                          |
| Barbados                      | Kroonkolonie                                                           | Engels: Barbados                                                                                              |
| Basutoland                    | Kolonie                                                                | Engels: Basutoland                                                                                            |
| Beetsjoeanaland               | Protectoraat                                                           | Engels: Bechuanaland                                                                                          |
| Bermuda                       | Kroonkolonie                                                           | Engels: Bermuda                                                                                               |
| Bhutan                        | Protected state: Koninkrijk Bhutan                                     | Dzongkha: Druk Yul / འབྲུག་ཡུལ་ Engels: Bhutan                                                                   |
| Brits-Ceylon                  | Kroonkolonie                                                           | Engels: Ceylon                                                                                                |
| Britse Benedenwindse Eilanden | Kroonkolonie                                                           | Engels: British Leeward Islands                                                                               |
| Britse Bovenwindse Eilanden   | Kroonkolonie                                                           | Engels: British Windward Islands                                                                              |
| Britse Goudkust               | Kroonkolonie                                                           | Engels: Gold Coast                                                                                            |
| Britse Salomonseilanden       | Protectoraat                                                           | Engels: British Solomon Islands                                                                               |
| Brits-Guiana                  | Kroonkolonie                                                           | Engels: British Guiana                                                                                        |
| Brits-Honduras                | Kroonkolonie                                                           | Engels: British Honduras                                                                                      |
| Brits-Indië                   | Kroonkolonie                                                           | Engels: British Raj / Indian Empire / India                                                                   |
| Brits-Oost-Afrika             | Protectoraat                                                           | Engels: British East Africa                                                                                   |
| Brits-Somaliland              | Protectoraat                                                           | Engels: British Somaliland                                                                                    |
| Brunei                        | Protected state: Staat Brunei Darussalam                               | Engels en Maleis: Brunei                                                                                      |
| Cartier                       | Overzees bezit                                                         | Engels: Cartier Island                                                                                        |
| Cyprus                        | Bezet gebied                                                           | Engels: Cyprus                                                                                                |
| Egypte                        | Protectoraat: Sultanaat Egypte                                         | Arabisch: Miṣr / مصر Engels: Egypt                                                                            |
| Falklandeilanden              | Kroonkolonie                                                           | Engels: Falkland Islands                                                                                      |
| Fiji                          | Kolonie                                                                | Engels: Fiji                                                                                                  |
| Gambia                        | Protectoraat en Kroonkolonie                                           | Engels: The Gambia                                                                                            |
| Gefedereerde Maleise Staten   | Protected state                                                        | Engels: Federated Malay States Maleis: Negeri-negeri Melayu Bersekutu / نڬري٢ ملايو برسكوتو                   |
| Gibraltar                     | Kroonkolonie                                                           | Engels: Gibraltar                                                                                             |
| Gilbert- en Ellice-eilanden   | Kroonkolonie                                                           | Engels: Gilbert and Ellice Islands                                                                            |
| Guernsey                      | Brits Kroonbezit                                                       | Engels: Guernsey Frans: Guernesey                                                                             |
| Heard en McDonaldeilanden     | Overzees bezit                                                         | Engels: Heard Island and McDonald Islands                                                                     |
| Hongkong                      | Kroonkolonie                                                           | Engels: Hong Kong Kantonees: Hong Kong / 香港                                                                 |
| Jamaica                       | Kroonkolonie                                                           | Engels: Jamaica                                                                                               |
| Jarvis                        | Overzees bezit                                                         | Engels: Jarvis Island                                                                                         |
| Jersey                        | Brits Kroonbezit                                                       | Engels en Frans: Jersey                                                                                       |
| Johor                         | Protected state                                                        | Engels: Johor Maleis: Johor / جوهور                                                                           |
| Kedah                         | Protected state                                                        | Engels: Kedah Maleis: Kedah / قدح                                                                             |
| Kelantan                      | Protected state                                                        | Engels: Kelantan Maleis: Kelantan / كلنتن                                                                     |
| Koeweit                       | Protected state: Sjeikdom Koeweit                                      | Arabisch: al-Kuwayt / الكويت Engels: Kuwait                                                                   |
| Line-eilanden                 | Overzees bezit                                                         | Engels: Line Islands                                                                                          |
| Maldiven                      | Protectoraat: Sultanaat der Maldiven                                   | Engels: Maldive Islands                                                                                       |
| Malta                         | Kroonkolonie                                                           | Engels: Malta                                                                                                 |
| Man                           | Brits Kroonbezit                                                       | Engels: Isle of Man Manx-Gaelisch: Ellan Vannin                                                               |
| Mauritius                     | Kroonkolonie                                                           | Engels: Mauritius                                                                                             |
| Muscat en Oman                | Protected state: Sultanaat Muscat en Oman                              | Arabisch: Umān / عُمان Engels: Oman                                                                            |
| Nepal                         | Protectoraat: Koninkrijk Nepal                                         | Engels: Nepal Nepalees: Nepal / नेपाल                                                                           |
| Nigeria                       | Protectoraat en kroonkolonie                                           | Engels: Nigeria                                                                                               |
| Noord-Borneo                  | Protected state, formeel onder de suzereiniteit van het Sultanaat Sulu | Engels: North Borneo Maleis: Borneo Utara                                                                     |
| Noord-Rhodesië                | Eigendom van de British South Africa Company                           | Engels: Northern Rhodesia                                                                                     |
| Nyasaland                     | Protectoraat                                                           | Engels: Nyasaland                                                                                             |
| Oeganda                       | Protectoraat                                                           | Engels: Uganda                                                                                                |
| Perlis                        | Protected state                                                        | Engels: Perlis Maleis: Perlis / ﭬﺮليس                                                                         |
| Phoenixeilanden               | Overzees bezit                                                         | Engels: Phoenix Islands                                                                                       |
| Prins Edwardeilanden          | Overzees bezit                                                         | Engels: Prince Edward Islands                                                                                 |
| Qatar                         | Protected state                                                        | Arabisch: Qatar / قطر Engels: Qatar                                                                           |
| Sarawak                       | Protected state: Koninkrijk Sarawak                                    | Engels: Sarawak Maleis: Sarawak / سراوق                                                                       |
| Seychellen                    | Kroonkolonie                                                           | Engels: Seychelles                                                                                            |
| Sierra Leone                  | Kroonkolonie en protectoraat                                           | Engels: Sierra Leone                                                                                          |
| Sint-Helena                   | Kroonkolonie                                                           | Engels: Saint Helena                                                                                          |
| Straits Settlements           | Protectoraat                                                           | Chinees: Hǎixiá zhímíndì / 海峡殖民地 Engels: Straits Settlements Maleis: Negeri-Negeri Selat / نڬري-نڬري سلت |
| Swaziland                     | Protectoraat: Koninkrijk Swaziland                                     | Engels: Swaziland Swazi: eSwatini                                                                             |
| Terengganu                    | Protected state                                                        | Engels: Terengganu Maleis: Terengganu / ترڠڬانو                                                               |
| Tonga                         | Protected state: Koninkrijk Tonga                                      | Engels en Tongaans: Tonga                                                                                     |
| Trinidad en Tobago            | Kroonkolonie                                                           | Engels: Trinidad and Tobago                                                                                   |
| Tristan da Cunha              | Overzees bezit                                                         | Engels: Tristan da Cunha                                                                                      |
| Verdragsstaten                | Protected states                                                       | Arabisch: ولايات الساحل المتصالح Engels: Trucial States                                                       |
| Victorialand                  | Overzees bezit                                                         | Engels: Victoria Land                                                                                         |
| Zanzibar                      | Protectoraat: Sultanaat Zanzibar                                       | Arabisch: Zanjibār / زنجبار Engels: Zanzibar                                                                  |
| Zuid-Rhodesië                 | Eigendom van de British South Africa Company                           | Engels: Southern Rhodesia                                                                                     |

### Deense niet-onafhankelijke gebieden
Faeröer was een provincie van Denemarken en was dus eigenlijk een integraal onderdeel van dat land. Desondanks zijn de Faeröer wel in onderstaande lijst opgenomen, omdat het wel als apart afhankelijk gebied kan worden beschouwd.
| Korte landsnaam (Nederlands)    | Status          | Korte landsnaam (oorspronkelijke taal/talen) |
| ------------------------------- | --------------- | -------------------------------------------- |
| Deens-West-Indië (tot 31 maart) | Kolonie         | Deens: Dansk Vestindien                      |
| Faeröer                         | Provincie       | Deens: Færøerne                              |
| Groenland                       | Kolonie         | Deens: Grønland                              |
| IJsland                         | Autonoom gebied | Deens: Island IJslands: Ísland               |

### Duitse niet-onafhankelijke gebieden
| Korte landsnaam (Nederlands) | Status                                                      | Korte landsnaam (oorspronkelijke taal/talen) |
| ---------------------------- | ----------------------------------------------------------- | -------------------------------------------- |
| Duits-Oost-Afrika            | Kolonie                                                     | Duits: Deutsch-Ostafrika                     |
| Luxemburg                    | Vazalstaat: Groothertogdom Luxemburg                        | Duits: Luxemburg Frans: Luxembourg           |
| Polen                        | Vazalstaat: Koninkrijk Polen (Regentschapskoninkrijk Polen) | Duits: Polen Pools: Polska                   |

### Ethiopische niet-onafhankelijke gebieden
| Korte landsnaam (Nederlands) | Status                       | Korte landsnaam (oorspronkelijke taal/talen) |
| ---------------------------- | ---------------------------- | -------------------------------------------- |
| Jimma                        | Vazalstaat: Koninkrijk Jimma | Afaan Oromo: Jimmaa                          |

### Finse niet-onafhankelijke gebieden
Åland maakte eigenlijk integraal onderdeel uit van Finland, maar had sinds de Vrede van Parijs (1856) een internationaal erkende speciale status.
| Korte landsnaam (Nederlands) | Status                     | Korte landsnaam (oorspronkelijke taal/talen) |
| ---------------------------- | -------------------------- | -------------------------------------------- |
| Åland (vanaf 6 december)     | Gebied met speciale status | Zweeds: Åland                                |

### Franse niet-onafhankelijke gebieden
Frans-West-Afrika was een federatie van Franse koloniën bestaande uit Dahomey, Frans-Guinea, Ivoorkust, Mauritanië (een territorium), Niger (een militair territorium), Opper-Senegal en Niger en Senegal. Frans-Equatoriaal-Afrika was een kolonie die bestond uit vier territoria: Gabon, Midden-Congo, Oubangui-Chari en Tsjaad. De Unie van Indochina, ofwel Frans-Indochina, was een federatie die bestond uit het Protectoraat Cambodja, het Koninkrijk Laos, het Protectoraat Annam, het Protectoraat Tonkin en de kolonie Frans-Cochin-China. Algerije werd, met uitzondering van de zuidelijke territoria, bestuurd als een integraal onderdeel van Frankrijk, maar is wel apart in de lijst opgenomen. Wallis en Futuna werd bestuurd door de gouverneur van Nieuw-Caledonië, maar was geen onderdeel van de kolonie en is ook in de lijst opgenomen.
| Korte landsnaam (Nederlands) | Status                                                                 | Korte landsnaam (oorspronkelijke taal/talen) |
| ---------------------------- | ---------------------------------------------------------------------- | -------------------------------------------- |
| Adélieland                   | Overzees bezit                                                         | Frans: Terre Adélie                          |
| Algerije                     | Verzameling departementen en territoria                                | Frans: Algérie                               |
| Crozeteilanden               | Overzees bezit                                                         | Frans: Îles Crozet                           |
| Frans-Equatoriaal-Afrika     | Kolonie                                                                | Frans: Afrique équatoriale française         |
| Frans-Guyana                 | Kolonie                                                                | Frans: Guyane                                |
| Frans-Indië                  | Kolonie                                                                | Frans: Établissements français de l'Inde     |
| Frans-Madagaskar             | Kolonie                                                                | Frans: Madagascar                            |
| Frans-Marokko                | Protectoraat                                                           | Arabisch: al-Maghrib / المغرب Frans: Maroc   |
| Frans-Oceanië                | Kolonie                                                                | Frans: Océanie française                     |
| Frans-Somaliland             | Kolonie                                                                | Frans: Côte française des Somalis            |
| Frans-West-Afrika            | Kolonie                                                                | Frans: Afrique occidentale française         |
| Guadeloupe                   | Kolonie                                                                | Frans: Guadeloupe                            |
| Kerguelen                    | Overzees bezit                                                         | Frans: Îles Kerguelen                        |
| Martinique                   | Kolonie                                                                | Frans: Martinique                            |
| Nieuw-Caledonië              | Kolonie                                                                | Frans: Nouvelle-Calédonie                    |
| Réunion                      | Kolonie                                                                | Frans: Réunion                               |
| Saint-Paul en Amsterdam      | Overzees bezit                                                         | Frans: Saint-Paul-et-Amsterdam               |
| Saint-Pierre en Miquelon     | Kolonie                                                                | Frans: Saint-Pierre et Miquelon              |
| Tunesië                      | Protectoraat                                                           | Arabisch: Tūnis / تونس Frans: Tunisie        |
| Unie van Indochina           | Federatie van Franse koloniën en protectoraten: Indo-Chinese Federatie | Frans: Fédération indochinoise               |
| Wallis en Futuna             | Protectoraat                                                           | Frans: Wallis-et-Futuna                      |

### Italiaanse niet-onafhankelijke gebieden
| Korte landsnaam (Nederlands) | Status  | Korte landsnaam (oorspronkelijke taal/talen) |
| ---------------------------- | ------- | -------------------------------------------- |
| Italiaans-Eritrea            | Kolonie | Italiaans: Eritrea                           |
| Italiaans-Noord-Afrika       | Kolonie | Italiaans: Africa Settentrionale Italiana    |
| Italiaans-Somaliland         | Kolonie | Italiaans: Somalia Italiana                  |

### Japanse niet-onafhankelijke gebieden
| Korte landsnaam (Nederlands) | Status             | Korte landsnaam (oorspronkelijke taal/talen)  |
| ---------------------------- | ------------------ | --------------------------------------------- |
| Korea                        | Afhankelijk gebied | Japans: Chōsen / 朝鮮 Koreaans: Chosŏn / 한국 |
| Taiwan                       | Afhankelijk gebied | Chinees: Táiwān / 臺灣 Japans: Taiwan / 台湾  |

### Nederlandse niet-onafhankelijke gebieden
| Korte landsnaam (Nederlands) | Status  | Korte landsnaam (oorspronkelijke taal/talen) |
| ---------------------------- | ------- | -------------------------------------------- |
| Curaçao                      | Kolonie | Nederlands: Curaçao en Onderhorigheden       |
| Nederlands-Indië             | Kolonie | Nederlands: Nederlandsch-Indië               |
| Suriname                     | Kolonie | Nederlands: Suriname                         |

### Nieuw-Zeelandse niet-onafhankelijke gebieden
| Korte landsnaam (Nederlands) | Status             | Korte landsnaam (oorspronkelijke taal/talen) |
| ---------------------------- | ------------------ | -------------------------------------------- |
| Cookeilanden                 | Afhankelijk gebied | Engels: Cook Islands                         |
| Niue                         | Afhankelijk gebied | Engels: Niue                                 |

### Noorse niet-onafhankelijke gebieden
| Korte landsnaam (Nederlands) | Status         | Korte landsnaam (oorspronkelijke taal/talen) |
| ---------------------------- | -------------- | -------------------------------------------- |
| Sverdrup-eilanden            | Overzees bezit | Noors: Sverdrupøyene                         |

### Portugese niet-onafhankelijke gebieden
| Korte landsnaam (Nederlands)                | Status                                             | Korte landsnaam (oorspronkelijke taal/talen) |
| ------------------------------------------- | -------------------------------------------------- | -------------------------------------------- |
| Cabo Delgado en Niassa                      | Gebied onder beheer van de Companhia do Niassa     | Portugees: Cabo Delgado e Niassa             |
| Kaapverdië                                  | Kolonie                                            | Portugees: Cabo Verde                        |
| Macau                                       | Kolonie                                            | Portugees: Macau                             |
| Manica en Sofala                            | Gebied onder beheer van de Companhia de Moçambique | Portugees: Manica e Sofala                   |
| Portugees-Guinea                            | Kolonie                                            | Portugees: Guiné Portuguesa                  |
| Portugees-Indië (ook wel: Goa)              | Kolonie                                            | Portugees: Estado da Índia Portuguesa        |
| Portugees-Oost-Afrika (ook wel: Mozambique) | Kolonie                                            | Portugees: África Oriental Portuguesa        |
| Portugees-Timor                             | Kolonie                                            | Portugees: Timor Português                   |
| Portugees-West-Afrika (ook wel: Angola)     | Kolonie                                            | Portugees: África Ocidental Portuguesa       |
| Sao Tomé en Principe                        | Kolonie                                            | Portugees: São Tomé e Príncipe               |

### Russische niet-onafhankelijke gebieden
Åland maakte eigenlijk deel uit van Finland, dat tot 6 december weer in personele unie met Rusland was verbonden, maar Åland had sinds de Vrede van Parijs (1856) een internationaal erkende speciale status. Ook na 6 december werd Åland nog steeds door Rusland geclaimd, maar werd het feitelijk door Finland bestuurd.
| Korte landsnaam (Nederlands) | Status                                                           | Korte landsnaam (oorspronkelijke taal/talen)                 |
| ---------------------------- | ---------------------------------------------------------------- | ------------------------------------------------------------ |
| Åland (tot 6 december)       | Gebied met speciale status                                       | Zweeds: Åland                                                |
| Boechara                     | Protectoraat: Emiraat Boechara                                   | Oezbeeks: Buxoro / Бухоро Russisch: Бухара́ Tadzjieks: Бухоро |
| Finland (tot 6 december)     | Grootvorstendom Finland, in personele unie met Rusland verbonden | Fins: Suomi Russisch: Финляндия Zweeds: Finland              |
| Oekraïne (vanaf 25 december) | Vazalstaat: Sovjetrepubliek Oekraïne                             | Oekraïens: Ukrajina / Україна Russisch: Украи́на              |
| (tot 1917) Xiva (vanaf 1917) | Protectoraat: Kanaat Xiva                                        | Oezbeeks en Russisch: Chiva / Хива Perzisch: Chiveh / خیوه   |

### Spaanse niet-onafhankelijke gebieden
| Korte landsnaam (Nederlands) | Status         | Korte landsnaam (oorspronkelijke taal/talen)                                  |
| ---------------------------- | -------------- | ----------------------------------------------------------------------------- |
| Fernando Poo                 | Kolonie        | Spaans: Fernando Pó                                                           |
| Ifni                         | Protectoraat   | Spaans: Ifni                                                                  |
| Río de Oro                   | Protectoraat   | Spaans: Río de Oro                                                            |
| Río Muni                     | Kolonie        | Spaans: Río Muni                                                              |
| Saguia el Hamra              | Overzees bezit | Spaans: Saguia el Hamra                                                       |
| Spaans-Marokko               | Protectoraat   | Arabisch: Isbāniyā fi-l-Magrib / إسبَانِيَا بالمَغْربْ Spaans: Español de Marruecos |